# Edificio tripartito a pilastri

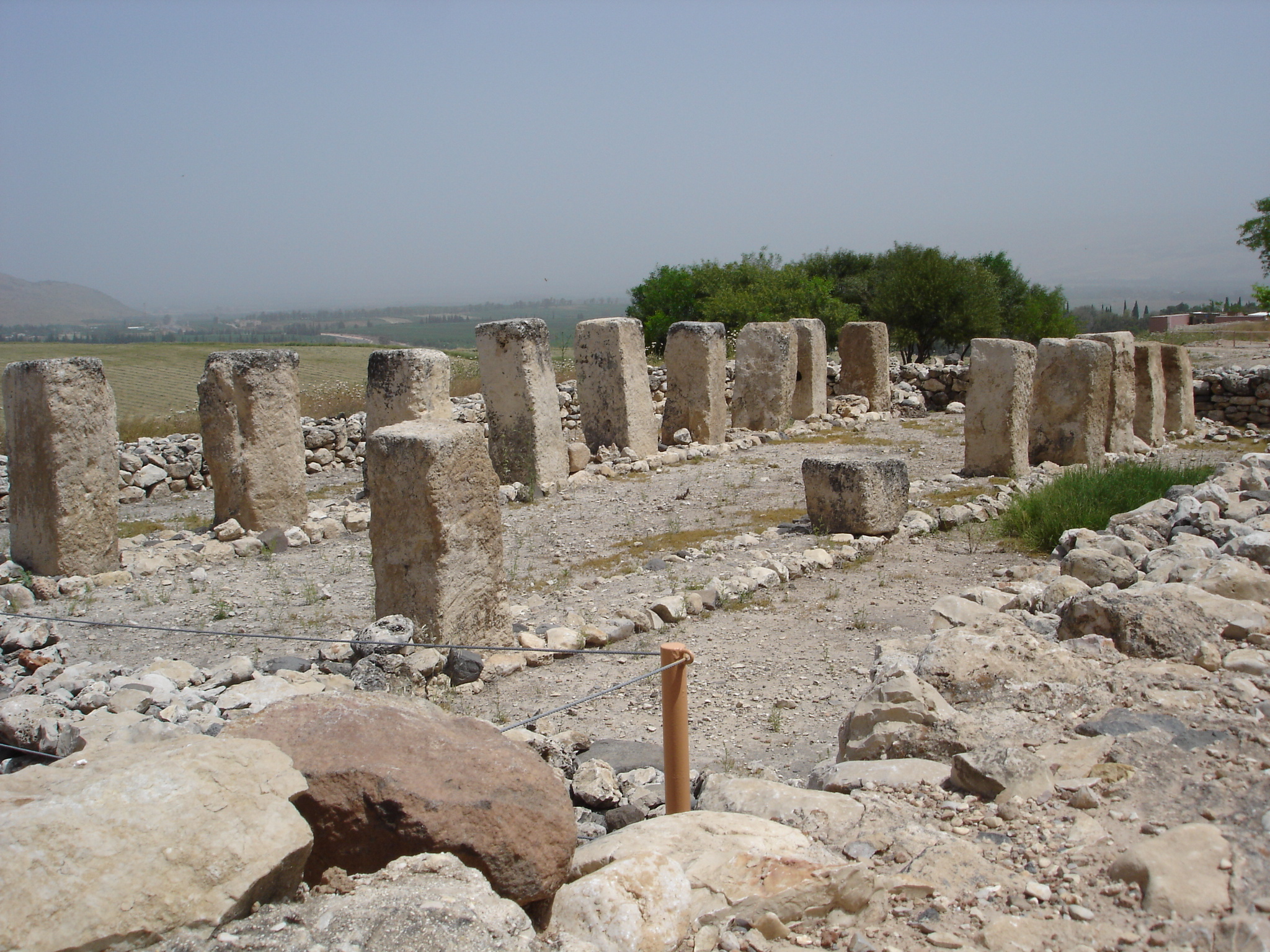
L'edificio tripartito a pilastri del sito archeologico di Hazor

Gli edifici tripartiti a pilastri (dalla locuzione inglese tripartite pillard buildings) sono edifici a pianta rettangolare (con un rapporto in genere di 1 a 3 tra lati corti e lati lunghi) divisi longitudinalmente da due file di pilastri, che compaiono in Israele nell'XI secolo a.C.. Le navate laterali di questi spazi sono pavimentate, mentre lo spazio centrale ha suolo in terra battuta o coperto di ghiaia. Ne sono state proposte diverse interpretazioni, tra cui l'uso come stalle o magazzini e più recentemente alcuni ricercatori hanno dimostrato che erano utilizzati come mercati coperti, favorendo la raccolta delle tasse di importazione.
La pianta prende probabilmente origine dalla tipologia di abitazione comune nella Palestina nell'età del bronzo medio e nell'età del ferro, chiamata casa a quattro ambienti.

## Archeologia
Nel sito di Tel Hadar, il suolo dell'edificio tripartito a pilastri è occupato da numerosi recipienti ceramici, tra cui grandi giare da immagazzinamento, mentre non vi sono stati ritrovati esemplari di ciotole, indicando che nessuno vi abitava. Le lampade ad olio e i recipienti da cucina che vi sono stati rinvenuti non erano mai stati utilizzati. L'analisi della ceramica ha mostrato un'alta percentuale di materiali provenienti dall'importazione (da Galaad, dall'alta Galilea e dalla costa mediterranea); un vaso protogeometrico giunge fin dalla Grecia continentale.
L'edificio si trova tra un granaio per cereali e un magazzino tripartito, costruito in modo simile ma con muri al posto dei pilastri (la struttura chiusa isolava dalla luce e dall'aria, conservando meglio le merci). Lo stesso raggruppamento è presente a Hazor. Questo insieme potrebbe rappresentare il centro commerciale della città.
Il più antico di questi edifici compare nell'XI secolo a.C.. Nel Negev si ritrovano a Tel Masos. Tel Malhata e Tel Be'er Sheva, sulla via commerciale che conduce dall'Arabia ai porti del Mediterraneo. Altri sono situati sulla via carovaniera detta Darb el-Hawarna, tra la Mesopotamia e la costa mediterranea, e altri sulla via Maris, a Hazor, a Megiddo a Kinneret e a Tell Qasile.
A Megiddo, che si trova all'incrocio di diverse strade commerciali, sono state rinvenute 18 strutture di questo tipo (ma alcune potrebbero essere state utilizzate come stalle). Quando una città con una di queste costruzioni veniva distrutta, un altro edificio simile viene costruito in una città vicina.

## Funzioni
James Pritchard aveva interpretato questi edifici come depositi, mentre Yigael Yadin riteneva che quello rinvenuto a Hatzor fosse un deposito, e che quello di Megiddo fosse una stalla, mentre Israel Finkelstein et David Ussishkin sostennero di no. Diversi studiosi hanno espresso l'opinione che si tratti di edifici commerciali, dove le ceramiche e i loro contenuti venivano acquistati e venduti.
J. Blakely ha proposto più recentemente che si trattasse di edifici pubblici edificati per profittare delle rotte commerciali e per controllarle. Potevano essere utilizzati per raccogliere le tasse. Un passaggio dei Libri dei Re rafforza l'idea che questo tipo di costruzioni potevano essere il prodotto della politica economica del periodo.

## Nella storia del regno di Israele

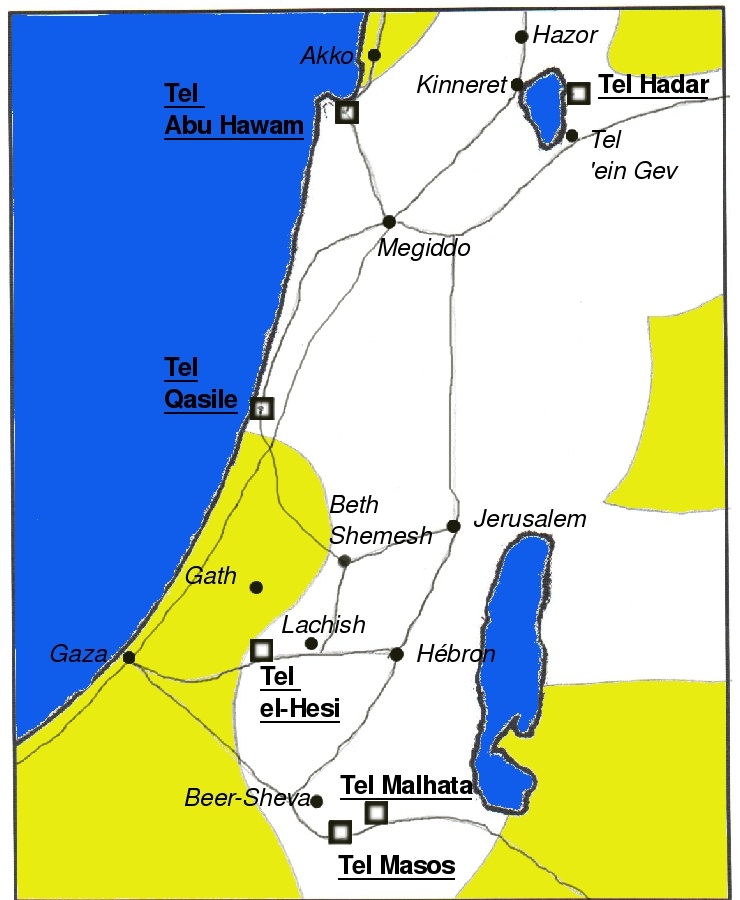
Cartina di Israele con in bianco la monarchia unificata secondo il I Libro dei Re 4.7-19 e la collocazione degli edifici tripartiti a pilastri dell'XI e X secolo a.C. da J.Blakely

Blakely e Horton dimostrano che la collocazione di questi edifici forma un cerchio che delimita un territorio, suggerendo che fossero stati stabiliti da un gruppo politico che si localizzava all'interno di questo cerchio, e non da diverse entità come suggeriva Moshe Kochavi. Nell'insieme questi edifici definiscono i limiti dei territori del regno di Israele e del regno di Giuda. In questo modo l'archeologia permette di ricostruire in modo indipendente le frontiere del regno di Davide e Salomone, e poi dei regni di Israele e di Giuda separati. Queste frontiere corrispondono alla frase "tutto Israele, da Dan fino a Beer Shéba".

### Monarchia unificata
Tra l'XI e il X secolo a.C. troviamo gli edifici tripartiti a pilastri nelle seguenti località:
- Tel Hadar, dove la via da Damasco e dalla Mesopotamia entra in Israele
- Tel Masos (poi Tel Malhata nel X secolo), dove la via dall'Arabia meridionale entra in Israele
- Tell el-Hesi, sulla strada che collega Gaza a Hebron e a Gerusalemme
- Tel Qasile, porto mediterraneo e reingresso in Israele della via Maris da sud
- Tel Abu Hawam, dove la via Maris rientra in Israele da nord

La collocazione di questi edifici permette di stabilire archeologicamente le frontiere del territorio di Israele in questo periodo, che corrispondono a quelle descritte nei Libri dei Re e di cui Baruch Halpern sostiene la validità. Queste scoperte mostrano l'interesse che i re di Israele avevano verso il fiorente commercio dell'epoca tra Tiro, l'Egitto e il regno di Israele, che probabilmente consentiva importante rendite. La campagna condotta dal faraone egizio Sheshonq I, tuttavia, portò alla riconquista di Megiddo e ad eliminare l'occupazione giudea del Negev, riportando la regione sotto il controllo egiziano.

### Regni di Israele e di Giuda
Nel IX e VIII secolo a.C. gli edifici tripartiti a pilastri continuarono a delimitare le frontiere dei due regni. Nel regno di Giuda, i siti di Tel Malhata e di Tel Be'er Sheva assicuravano il controllo della via dall'Arabia a Gaza e quelli di Lachish e di Ashdod della via proveniente dalla costa filistea. Nel regno di Israele, Megiddo si trovava sulla via Maris, mentre Hazor, Kinneret e Ein Gev, sul mar di Galilea, su importanti strade verso Damasco e la Mesopotamia. Pertanto in quest'epoca il regno di Giuda non disponeva più di risorse importanti in quest'epoca, mentre il regno di Israele conservava mezzi finanziari importanti, che gli permisero di assicurare la propria preminenza sul regno di Giuda.